# Feilberg
Feilberg er en dansk landmands- og embedsmandsslægt, som efter traditionen skal stamme fra sønderjyske selvejerbønder.
Slægten føres tilbage til en — ikke ad arkivalsk vej påvist — Jens Feilberg, hvis seks sønner alle var farvere. Af disse skal nævnes farver i Aarhus Henrik Jensen Feilberg (død 1751), hvis sønnesøn, over- og  underretsprokurator, kammerråd Christian Peter Feilberg (1770-1831), var fader til sognepræst i Kværndrup Ludvig Feilberg (1803-1870). Denne var fader til forfatteren, landinspektør Erik Nikolaj Christian Feilberg (1834-1910), fuldmægtig og arkivar i Krigsministeriet Gustav Johan Ludvig Feilberg (1836-1895) og til filosof Ludvig Tage Christian Müller Feilberg (1849-1912), hvis søn var ingeniør Casper Ludvig Feilberg (1881-1957). En søster til pastor Ludvig Feilberg (1803-1870), Mariane Petrine Feilberg (1807-1857), var moder til Ida Sophie Branner (1840-1911), gift med digteren Sophus Schandorph (1836-1901), og til Mariane Petrine Branner (1844-1925), gift med sprogmanden Johannes Kaper (1838-1905).
En anden søn af Jens Feilberg, farver i Aalborg Frederik Jensen Feilberg (1702-1764) var fader til sognepræst Jens Peter Feilberg (1732—1808) og til fuldmægtig i Hof- og Stadsretten Peter Feilberg (1742-1794). Af dennes mange børn nævnes hovedbogholder i Rigsbanken Peter Adolph Feilberg (1774-1818), bogholder ved lotto-administrationen Carl Elias Feilberg (1778-1826) og justitsråd, chef for Nationalbankens lånefag Henning Frederik Feilberg (1771-1841). Denne havde elleve børn, blandt hvilke sønnerne kontorchef, arkivar i Nationalbanken Peter Diderik Feilberg (1804-1878), sognepræst i Kirke Helsinge og Drøsselbjerg Nicolai Laurentius Feilberg (1806-1899), kaptajnløjtnant Christen Schifter Feilberg (1808-1853) og sognepræst på St. Croix Jens Frederik (Frits) Feilberg (1815-1890) — hvis søn var kabaretdirektør Frederik Laurentius (Lorry) Feilberg (1858-1917); af døtrene var Louise Christine Feilberg (1821-1905) gift med fabrikant Stephen Peter Anker Heegaard (1815-1893), og Charlotte Cathrine Feilberg (1802-1879) ægtede lægen Ditlev Andersen von Nutzhorn (1800-1865), med hvem hun havde sønnerne, komponisten Bendix Conrad Heinrich Andersen von Nutzhorn (1833-1925) og filologen Henning Frederik Feilberg von Nutzhorn (1834-1866) og døtrene Louise Anna Andersen von Nutzhorn (1831-1897), gift med sin fætter, sprogmanden Henning Frederik Feilberg (1831-1921), der var søn af ovennævnte pastor Nicolai Laurentius Feilberg (1806-1899), og Charlotte Cathrine Andersen von Nutzhorn (1836—1908), der ægtede en anden af pastor Nicolai Laurentius Feilbergs sønner, landmand Peter Berend Feilberg (1835-1925), der var fader til kulturtekniker Aage Johannes Feilberg (1873-1943). Den nævnte pastor Nicolai Laurentius Feilberg (1806-1899) var desuden fader til læge Carl Adolph Feilberg (1844-1937). 
Ovennævnte kaptajnløjtnant Christen Schifter Feilberg var fader til journalisten Carl Adolph Feilberg (1844-1887), som efter moderens død i barsel i 1850 som 6-årig sendtes til slægt og familie i Skotland og England og senere af helbredsgrunde måte udvandre til Queensland i Australien i 1866